# Alisotrichia flintiana
Alisotrichia flintiana är en nattsländeart som beskrevs av Lazar Botosaneanu 1977. Alisotrichia flintiana ingår i släktet Alisotrichia och familjen smånattsländor. Inga underarter finns listade i Catalogue of Life.